# Vermont durant la guerre de Sécession
Au cours de la guerre de Sécession, l'État du Vermont a poursuivi la tradition militaire commencée par les célèbres Green Mountain Boys de la guerre d'indépendance américaine, contribuant pour une part importante de ses hommes éligibles à l'effort de guerre.

## Histoire
Le deuxième article de la constitution du Vermont, écrit initialement en 1777, abolit l'esclavage, faisant de lui le premier État à le faire. Bien que son climat ne soit pas propice à la traite des esclaves, les Vermonters sont parmi les premiers participants aux mouvements abolitionnistes. Lors de l'élection présidentielle de 1860, le Vermont donne à Abraham Lincoln une victoire déséquilibrée, 33 808 voix par rapport à 8 649 pour Stephen Douglas, 1 866 pour John Bell, et 217 pour John C. Breckinridge. Un historien pense que la pluie le jour de l'élection « a réduit la majorité républicaine d'au moins de 7 000 voix ».
Aux derniers jours de 1860, en réponse à une résolution pro-sudiste du représentant Albert Rust de l'Arkansas, le représentant du Vermont Justin S. Morrill propose un amendement, « il est résolu, que, selon l'opinion de ce comité, le mécontentement parmi les gens du Sud et de l'hostilité croissante à l'encontre du gouvernement fédéral, sont grandement regrettables, et que tout remède raisonnable, approprié et constitutionnel, nécessaire pour préserver la paix du pays, et la perpétuité de l'Union, devrait être rapidement et joyeusement accordé ». Son amendement est rejeté par une large majorité, et le Congrès et l'Union poursuivent leur spirale descendante vers la désunion.

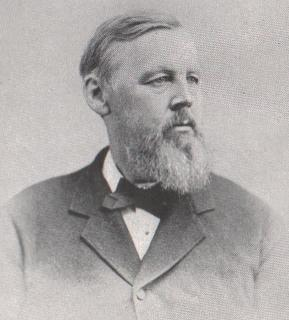
Lucius E. Chittenden

L'avocat Lucius E. Chittenden participe à la conférence de la Paix de 1861 malheureuse et plus tard en tant que secrétaire du Trésor de l'administration Lincoln. Les politiciens du Vermont au Congrès comprennent les sénateurs Solomon Foot et Jacob Collamer et les représentants Justin S. Morrill, Homer Elihu Royce et Portus Baxter.
Pendant la guerre, trois hommes servent en tant que gouverneur du Vermont ; Erastus Fairbanks, Frederick Holbrook et J. Gregory Smith. Fairbanks aurait répondu à l'appel du gouvernement fédéral pour des troupes par « le Vermont va faire pleinement son devoir ». Sous son administration, le Vermont lève six régiments d'infanterie et un de cavalerie. L'administration du gouverneur Holbrook voit le recrutement de 10 régiments d'infanterie, de 2 batteries d'artillerie légère, et 3 compagnies de tireurs d'élite. Sous son administration, le Vermont construit aussi trois hôpitaux militaires dans l'État, qui sont « bientôt crédités par l'inspecteur médical des États-Unis d'atteindre le plus grand pourcentage de guérisons que n'importe quel autre hôpital militaire des États-Unis que les archives ont pu montrer ailleurs ». Le gouverneur Smith supervise le recrutement du dernier régiment d'infanterie du Vermont, une troisième batterie d'artillerie légère, et, en conséquence d'un raid confédéré contre sa ville natale, Saint Albans, de deux compagnies de cavalerie frontalière.

## Enrôlement militaire
L'État envoie plus de 34 000 hommes servir, sur une population totale de près de 350 000 citoyens. Plus de 28 100 Vermonters servent au sein d'unités de volontaires du Vermont. Le Vermont met en ligne 17 régiments d'infanterie, 1 régiment de cavalerie, 3 batteries d'artillerie légères, 1 compagnie d'artillerie lourde, 3 compagnies de tireurs d'élite, et 2 compagnies de cavalerie frontalière. Au lieu de remplacer les unités lorsqu'elles sont réduites, le Vermont fournit régulièrement des recrues pour compléter les effectifs des unités sur le terrain.
Près de 5 000 autres servent dans d'autres unités de l'armée des États-Unis ou de la marine des États-Unis. Le 54th Massachusetts Volunteer Infantry comprend 66 noirs du Vermont ; un total de 166 afro-américains du Vermont servent sur une population de 709 dans l'État.
Les Vermonters subissent un total de 1 832 hommes tués ou mortellement blessés au combat ; 3 362 autres meurent de maladie en prison ou d'autres causes, pour une perte totale de 5 194 hommes. Plus de 2 200 vermonters sont faits prisonniers pendant la guerre, et 615 d'entre eux sont morts en ou à cause de leur emprisonnement.
L'historien Howard Coffin affirme que la contribution la plus importante de l'État à la guerre est à la bataille de la Wilderness où la brigade du Vermont tient l'intersection cruciale de deux routes, dont la perte aurait divisé en deux les forces de l'Union ; 1 200 Vermonters meurent. Ils jouent également un rôle crucial lors de la bataille de Gettysburg, où, sous les ordres du général George J. Stannard, la 2nd Vermont Brigade brise la charge de Pickett en sortant d'une aire protégée et tirant de flanc les assaillants.
Le général Winfield Scott, apprenant qu'un régiment de Green Mountain Boys (le 1st Vermont Infantry) sont en attente d'ordres, déclare : « j'ai besoin de vos régiments du Vermont, de tous. Je n'ai pas oublié les hommes du Vermont sur la frontière du Niagara... Je me souviens des hommes du Vermont lors de la guerre de 1812 »
Un nombre important de généraux viennent du Vermont. Plusieurs dirigent des unités du Vermont, y compris Lewis A. Grant, John W. Phelps, William Farrar Smith, George J. Stannard, Edwin H. Stoughton, Stephen Thomas, James M. Warner, et William Wells. D'autres servent dans d'autres unités ou dans l'armée régulière, y compris Benjamin Alvord, John C. Caldwell, Sylvester Churchill, Joel Dewey, Charles Doolittle, William B. Hazen, Ethan Allen Hitchcock, Charles Edward Hovey, Joseph A. Mower, Thomas E. G. Ransom, Israel B. Richardson, Benjamin S. Roberts, Truman Seymour, George Crockett Strong, Stewart Van Vliet, et George Wright. Six Vermonters sont brevetés brigadier général, Asa P. Blunt, George P. Foster, William W. Henry, John R. Lewis, Edward H. Ripley et Charles B. Stoughton.
Un natif du Vermont, Chester A. Arthur, qui deviendra plus tard président des États-Unis, sert comme adjudant-général, de l'État de New York pendant la guerre.
Les Vermonters jouent un rôle important dans les aspects maritimes de la guerre, mais ils sont souvent négligés. Parmi les marins les plus éminents, on retrouve George Dewey, Charles Edgar Clark, George F. Emmons, George Colvocoresses, Theodore P. Greene, Edward D. Robie, et Edwin T. Woodward.

## Service
La première action militaire à laquelle les Vermonters participent est la bataille de Big Bethel le 10 juin 1861, où un bataillon du 1st Vermont Infantry est engagé.
Les 2nd, 3rd, 4th, 5th, 6th et, plus tard, le 11th Vermont Infantry servent dans la première brigade du Vermont, qui participe à presque toutes les grands engagements sur le théâtre oriental, de la première bataille de Bull Run jusqu'à Appomattox Court House.
Le 7th Vermont Infantry, 8th Vermont Infantry, et deux batteries d'artillerie légère du Vermont servent dans le département du Golfe, sous les ordres de Benjamin F. Butler. Le 8th Vermont participe plus tard aux campagnes de la vallée de la Shenandoah de 1864.
Le 9th Vermont Infantry est fait prisonnier à la bataille de Harpers Ferry au cours de la campagne du Maryland de 1862, mais plus tard, se bat bien avec les VII, XVIII et XXIV corps dans l'est de le Virginie et en Caroline du Nord, et est l'une des premières unités à entrer dans Richmond, en Virginie, en avril 1865.
La 10th Vermont Infantry gagne sa place dans l'histoire à la bataille de Monocacy, une bataille importante, mais souvent négligée, qui retarde une percée confédérée sur Washington D.C.
À Gettysburg sur le premier jour de la bataille, le 1er juillet 1863, le général John Sedgwick est cité comme ayant dit, « Mettez les vermonters à l'avant et de garder la colonne très près ». Le 12th, 13th, 14th, 15th et 16th Vermont Infantry sont regroupés pour former la deuxième brigade du Vermont, qui gagne une renommée pour ses actions pour stopper la charge de Pickett le 3 juillet 1863, pendant la bataille de Gettysburg.
Lors de la bataille de la Wilderness, le Vermont connait son pire jour de la guerre ; 1 000 hommes sont tués ou blessés dans la seule première brigade du Vermont. Une victime sur huit de cette bataille vient de cette brigade, qui est l'une des 32 brigades du côté de l'Union.

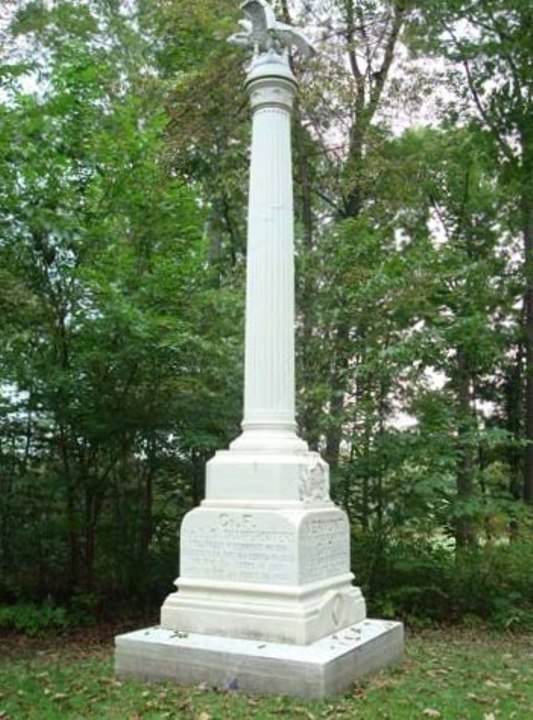
Monument du 1st Vermont Sharpshooters

Le Vermont lève trois compagnies de tireurs d'élite, qui servent avec Hiram Berdan dans les deux régiments de tireurs d'élite des États-Unis.
Le 1st Vermont Cavalry participe à plus de 70 engagements.
Après le raid de St. Albans le 19 octobre 1864, le Vermont lève deux compagnies de cavalerie frontalière, qui passent six mois sur la frontière entre le Canada et les États-Unis afin de prévenir de nouvelles incursions de raiders confédérés.
Soixante-quatre vermonters reçoivent la médaille d'honneur, y compris Willie Johnston, le plus jeune récipiendaire.

## Dirigeants notables  du Vermont de la guerre de Sécession
- George Dewey
- Erastus Fairbanks
- Lewis A. Grant
- Frederick Holbrook
- Redfield Proctor
- J. Gregory Smith
- William Farrar Smith
- George J. Stannard
- William Wells

## Sites de la guerre de Sécession dans le Vermont
St. Albans, au Vermont, est le site le plus septentrional d'une action terrestre de la guerre de Sécession, le raid de St. Albans. Le 19 octobre 1864, les raiders confédérés, sous le commandement du lieutenant Bennett H. Young, volent trois banques, s'échappent au Canada, sont capturés et jugés. Les tribunaux canadiens décident qu'ils ont agi selon des ordres militaires et qu'ils ne peuvent pas être extradés vers les États-Unis sans violier la neutralité du Canada.
La plupart des villes du Vermont ont un monument à la mémoire des soldats qui ont participé à la guerre de Sécession. Des décennies après la guerre, les coteaux des hautes terres de l'État sont jonchés avec les trous de cave des anciennes fermes abandonnées parce que tous les fils de la famille ont été tués lors de la guerre de Sécession.
Il y a plusieurs équipements de l'État qui ont d'importantes collections de manuscrits et d'archives de la guerre, y compris le Vermont State House, la société historique du Vermont, la bibliothèque Bailey Howe de l'université du Vermont, le musée Bennington, le musée Sheldon (Middlebury), le musée et bibliothèque des vétérans de la milice du Vermont, le musée Sullivan et les collections spéciales l'université de Norwich , et la division des archives publiques de l'État du Vermont.